# Мельникова, Ирина Николаевна
Ири́на Никола́евна Ме́льникова (24 октября 1918, Мена, Черниговская губерния — 3 ноября 2010) — советский и украинский историк. Доктор исторических наук, профессор, член-корреспондент АН УССР.

## Биография
- 1940 год — окончила с отличием исторический факультет КГУ.
- 1946 год — на учёном совете истфака КГУ защитила кандидатскую диссертацию.
- В 1947—1959 годах работала в Институте славяноведения АН СССР.
- С 1957 года работала в Институте истории АН УССР.
- 1962 год — защитила докторскую диссертацию.
- 1967 год — профессор.
- Член-корреспондент АН УССР (27 декабря 1973).

## Награды
- Лауреат премии Президиума АН Украины им. Д. Мануильского.
- Кавалер ордена Трудового Красного Знамени (1967), ордена Дружбы народов (1978), ордена Октябрьской Революции (1986).
- Заслуженный деятель науки и техники Украины (2002).

## Труды
- История Чехословакии в 3-х тт. / Под ред. И. Н. Мельниковой, А. И. Недорезова, С. И. Прасолова, Н. А. Шлёновой. М., 1960.
- Мельникова И. Н. Классовая борьба в Чехословакии в 1918—1929 гг. M., 1982.